# RPK (Maschinengewehr)
Das RPK (russisch РПК, ручной пулемёт Калашникова, rutschnoi pulemjot Kalaschnikowa, wörtlich auf Deutsch: Hand-Maschinengewehr Kalaschnikow) ist ein in der Sowjetunion entwickeltes leichtes Maschinengewehr.

## Geschichte
Nach dem Zweiten Weltkrieg wurde bei den sowjetischen Streitkräften die Mittelpatrone M43 eingeführt. Sie kam zum Einsatz in Selbstlade-, Sturm- sowie leichten Maschinengewehren. Um die Standardisierung vollständig zu machen, sollte nicht nur die Munition, sondern auch die Bewaffnung einheitlich sein. Zu diesem Zweck wurde die AK-47 als Grundlage für weitere Neuentwicklungen festgelegt. Das bis dahin verwendete MG RPD-44 ging technisch von anderen Entwürfen aus und sollte durch ein neues Modell ersetzt werden.

## Technik, Vergleich zum AK-47

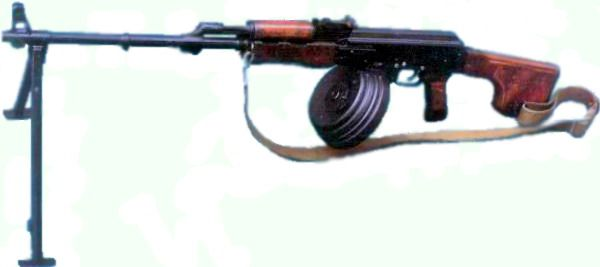
RPK mit Trommelmagazin

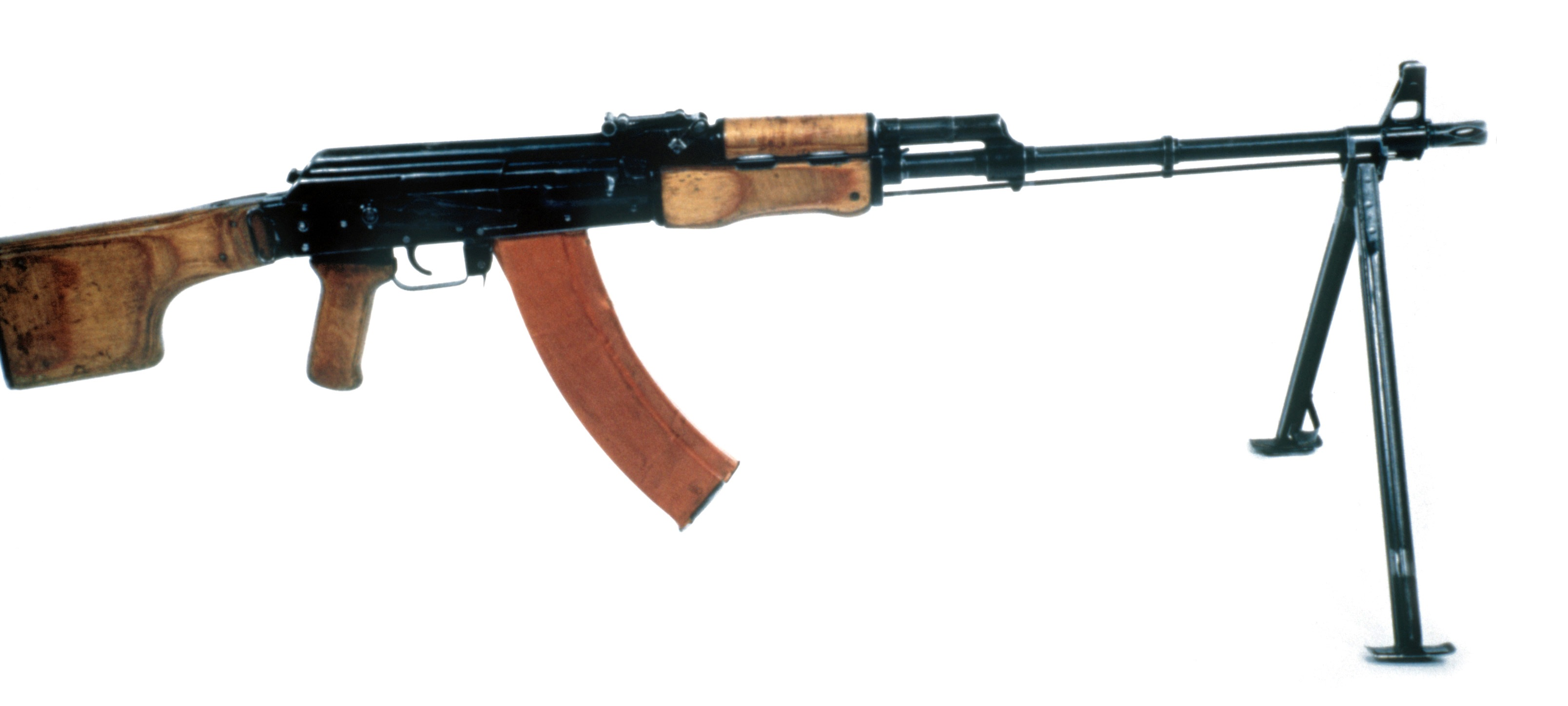
RPK-74

Für den Einsatz als leichtes MG wurde das RPK mit einem längeren und massiveren Lauf ausgestattet. Das erhöhte einerseits die Mündungsgeschwindigkeit der Geschosse, andererseits die Verschleißfestigkeit des Laufes bei Dauerfeuer. Für den stabilen Anschlag verfügt die Waffe über ein Zweibein. Der Kolben ähnelt dem des RPD-44 und ist mit einem Griffansatz versehen. Damit kann der Schütze die Waffe besser in die Schulter einziehen. Die Kimme kann zur Seitenwindkorrektur verstellt werden.
Der Verschluss ist etwas robuster als beim AK-47, trotzdem sind alle Baugruppen so ähnlich, dass sie zwischen den Modellen ausgetauscht werden können. Das trifft auch für die längeren Kurven- sowie die Trommelmagazine zu. Ebenso wie beim AK ist der Lauf während des Gefechts nicht wechselbar.
Parallel mit dem kleinkalibrigen AK-74 wurde mit dem RPK-74 eine lMG-Version entwickelt, die auf dem AK-74 basiert und ähnlich modifiziert wurde. Das RPK-74 verschießt ebenso die neue Standardmunition der sowjetisch-/russischen Streitkräfte im Kaliber 5,45 × 39 mm und löste damit das RPK ab.
2016 wurde die weiterentwickelte Version RPK-16 vorgestellt, die Elemente des AK-12 übernimmt.

## Versionen und Nachbauten
- RPKS: (S für skladnoj, klappbar): Kurzversion mit Klappschaft
- RPKN: (N für notschnoj, Nacht-): Version mit seitlicher Montageschiene für Nachtsichtgeräte (Typ NSPU/M) oder andere Zielhilfen
- RPKSN: Kombination aus S- und N-Version

- Zastava M72: jugoslawischer Lizenznachbau durch Zastava
- Valmet M-78: Finnland
- TUL 1: Vietnam
- ASh-78 Tip 2: Albanien